# ウィルオブ・コンストラクション
株式会社ウィルオブ・コンストラクションは、日本の、建設業界特化の総合人材サービス会社である。

## 概要
施工管理技士、CADオペレーター、BIMを中心とした建設技術者特化型の人材派遣・人材紹介を運営するの建設業界向け人材サービスのリーディングカンパニーである。
施工管理技士向けの求人サイト「施工管理求人ナビ」、施工管理技士向けのコミュニティサイト「現場の神様」、メディアサイト「施工の神様」を運営している。
東日本大地震からの復興支援を目的に設立され、施工管理派遣で業界トップクラスに成長、現在は幹部指揮会社ウィルグループ傘下になりさらに規模を拡大中で、復興のみならず「建設業界の価値観・スタンダードを我々が変える」をミッションとして建設業界全体の発展に貢献し続けている。

## 会社概要
- 商号：株式会社ウィルオブ・コンストラクション
- コーポレートサイト：https://willof-construction.co.jp/

- 役員構成
  - 代表取締役社長 田中 謙
  - 取締役 村上 秀夫
  - 取締役 角 裕一
  - 監査役 澤田 静華
- 事業内容
  - 建設技術者の人材派遣事業
  - 建設技術者の人材紹介事業
  - メディア事業
- 許認可
  - 労働者派遣事業許可番号：派13-315748
  - 有料職業紹介事業許可番号：13-ユ-313764

- 運営サイト
  - 施工管理求人ナビ
  - 施工の神様
  - 株式会社ウィルオブ・コンストラクション採用サイト

## 各支店へのアクセス
本社
- 所在地：
  - 〒163-0455 東京都新宿区西新宿2-1-1 新宿三井ビルディング55F
- 連絡先：
  - TEL：03-6863-3711(代表)
  - FAX：03-6863-3712
- 最寄駅：
  - JR新宿駅 徒歩4分

東北支店
- 所在地
  - 〒980-0014 宮城県仙台市青葉区本町2-15-1 ルナール仙台4F
- 連絡先：
  - TEL： 022-266-2140（代表）
  - FAX： 022-266-2145
- 最寄駅
  - 市営地下鉄線 勾当台公園駅 徒歩2分
  - 市営地下鉄線 広瀬通駅 徒歩4分
  - JR 仙台駅 徒歩12分

中部支店
- 所在地：
  - 〒460-0008 愛知県名古屋市中区栄3-18-１ ナディアパークビジネスセンタービル 18F
- 連絡先：
  - TEL： 052-857-6500（代表）
  - FAX： 052-857-6501
- 最寄駅
  - 名古屋市営地下鉄名城線 矢場町駅　徒歩約5分
  - 名古屋市営地下鉄東山線 栄駅　徒歩約7分

関西支店
- 所在地
  - 〒530-0001 大阪府大阪市北区梅田3-3-10 梅田ダイビル 6F
- 連絡先
  - TEL： 06-7669-8080（代表）
  - FAX：  06-7669-8081

最寄駅：
- 最寄駅：
  - JR 大阪駅　徒歩7分

九州支店
- 所在地：
  - 〒812-0013 福岡市博多区博多駅東1-9-11 大成博多駅東ビル4F
- 電話：
  - TEL： 092-686-6900（代表）
  - FAX： 092-686-6901
- 最寄駅：
  - JR博多駅　徒歩6分

中四国支店
- 所在地：
  - 〒730-0013　広島県広島市中区八丁堀15-10 セントラルビル4F
- 連絡先：
  - TEL ：082-535-3450（代表）
  - FAX：082-535-3451
- 最寄駅：
  - 広島電鉄 紙屋町東駅　徒歩6分

関連会社
- 株式会社ウィルグループ
- 株式会社ウィルオブ・ワーク
- 株式会社ウィルオブ・チャレンジ
- 株式会社クリエイティブバンク
- 株式会社CEspace
- WILL GROUP Asia Pacific Pte. Ltd.
- Good Job Creations (Singapore) Pte.Ltd.
- Scientec Consulting Pte.Ltd.
- The Chapman Consulting Group Pte.Ltd
- Oriental Aviation International Pte. Ltd.
- Ethos BeathChapman
- Quay Appointments Pty. Ltd.
- u&u Holdings Pty. Ltd.
- DFP Recruitment Holdings Pty. Ltd.
- Asia Recruit Holdings Sdn.Bhd.
- WILLOF Vietnam Company Limited

## 会社の特徴
会社のMVVとして以下を掲げ
MISSION：建設業界の価値観・スタンダードを我々が変える
VISION   ：Chance-Mking Company
VALUE.   ：Believe in your Possibility 
　　　　　〜可能性を信じる。過去ではなく未来に対して自信を持つ事。〜
「すべては人」を体現し続けている企業である。

また、国内外に多数のグループ会社を有し、グローバルにサービスを提供している。
- 株式会社ウィルオブ・コンストラクションってどんな会社？
- ミッション・ビジョン・バリュー
- 社員を知る

## 事業内容
施工管理技士、CADオペレーターの人材サービスとして、
- 有資格経験者派遣サービス
- 新卒・未経験派遣サービス
- 有資格経験者人材紹介サービス

を展開するとともに、
建設業系で有数の読者持つ施工の神様にて広告出稿が可能な、
- メディアサービス

を展開している。
また、同社の採用サイトにて
- 建設業界を知る
- 派遣はキャリアアップ
- 施工管理という仕事
- 建設業界で働く女性

など、従来の建設業界のイメージを変えるコンテンツを多数配信。
業界全体への人材流入を変革している。

## サービスの特徴
従来の単純な登録型派遣サービスとは大きく異なり、キャリアアップ・スキルアップをベースとした「人に徹底的に向き合う」企業・サービスである。
そのため、
- 現場経験者作る完全オリジナル研修
- キャリアマネージャーがマンツーマンで、就業環境の改善やキャリア形成のサポート
- 業界トップクラスの福利厚生
- キャリアチェンジ制度

など多くの働く人に向けたサポートを用意している。
その結果、Chance-Making Storyで紹介しているように、数々のキャリア形成に寄与している。

## 沿革
- 2011年5月 - 東日本大震災後の復興を支援するためチームINQ合同会社として設立し、東北支店を開設。求人サイト「施工管理求人ナビ」および情報サイト「復興計画WATCH」を開設（後者はすでに閉鎖）。建設技術者派遣事業を開始。JTF-TH(災統合任務部隊―東北)の「がんばろう！東北」活動に賛同。

- 2012年5月 - 情報サイト「除染情報.com」開設（すでに閉鎖）。
- 2013年4月 - 東京電力福島第一原子力発電所事故に伴う除染現場への派遣事業を強化するため、郡山営業所を開設。
- 2013年9月 - 大阪リクルーティングセンターを開設。
- 2013年10月 - チームINQ株式会社に組織変更。
- 2014年12月 - 資本金を5,000万円に増資。
- 2015年
  - 2月 - 被災地で活躍する建設技術者を応援するため、Yahoo!JAPANおよび石巻元気商店と一緒に「元気をありがとう！プロジェクト」を実施。
  - 6月 - 被災地で活躍する建設技術者を応援するため、「けんせつ美人うちわ」を建設現場で無料配布。
  - 7月 - 被災地で活躍する建設技術者を応援するため、オリジナル・ゴーゴーカレー「カレーなる施工管理人生」[5]を店舗販売および建設現場で無料配布。
  - 11月 - C4株式会社に社名変更。
  - 12月 - 施工管理技士向けのコミュニティサイト「現場の神様」を開設。
- 2016年
  - 1月 - スマ—トフォンゲーム「なでなで 美かえりドボジョ」[6]を無料配信。
  - 3月 - 資本金を9,838万円に増資。
  - 5月 - 「現場の神様が「日本建築仕上学会 女性ネットワークの会」とコラボし、『第21回R&R 建築再生展 2016』に共同出展。
  - 9月 - 名古屋支店を開設
  - 10月 - 利用者45万人を突破し『施工管理求人ナビ』[2]をリニューアル。
  - 11月 - 「現場の神様」が建設業界初の「熱中症予防声かけプロジェクト」(賛同：環境省)最優秀賞を受賞。
- 2017年
  - 1月 - 建設通信新聞の建設論評に掲載（2017年1月30日）
  - 4月 - 日本経済新聞1面「景気　試される波及力 3」に掲載（2017年4月21日）
  - 5月 - メディアサイト「施工の神様」[4]オープン。
- 2018年
  - 4月 - 『施工管理求人ナビ』をリニューアル
  - 6月 - 人材派遣、業務請負、人材紹介等を展開しているウィルグループにより完全子会社化
- 2019年
  - 3月 - 九州支店を開設。
  - 10月 - 株式会社ウィルオブ・コンストラクションに社名変更[7]
- 2020年
  - 10月 - 北関東営業所を開設。
- 2021年
  - 2月 - 中四国支店を開設。
- 2023年
  - 2月 - 代表取締役社長に田中謙が就任。
  - 4月 - ベトナムの国立大学「ハノイ国立土木大学」と提携 ベトナム人建築/土木設計エンジニアの一括採用を開始
  - 9月 - 新卒・未経験求職者向けの採用サイトをリニューアル

## その他
- 日本経済新聞（2017年（平成28年）4月21日付）の1面「景気　試される波及力3」に、2020年東京五輪を巡る建設業の人材採用動向として「施工管理求人ナビ」の見解が取り上げられている。
- 東日本大震災の被災地で働く施工管理技士を応援するため、2015年2月に、Yahoo!JAPANおよび石巻元気商店と「元気をありがとう！プロジェクト」を実施している。これは復興デパートメントによる初のカタログギフトであった。
- 2015年7月、ゴーゴーカレーとコラボし「カレーなる施工管理人生」という企画を行い、施工管理技士を応援している。レトルトカレー「カレーなる施工管理人生」は、ゴーゴーカレーの実店舗で販売され、売り切れになった。建設現場では無料配布された。